# Radna vas
Radna vas je naselje v Občini Mokronog - Trebelno.